# Pannon Filharmonikusok
A Pannon Filharmonikusok pécsi székhellyel rendelkező szimfonikus zenekar, amely 200 éves múltra tekinthet vissza.  Az 1811-ben alapított, és 1984-ben intézményesült hivatásos zenekar a pécsi Kodály Központban székel, az épület 2010-es átadása óta.

## Története
1811. december 9-én adták az első koncertjüket a muzsikusok özvegyeinek és árváinak. A zenekar neve ekkor Zeneművész Társaság volt, alapítója Lickl György (Johann Georg Lickl). Ettől a koncerttől számolják a zenekar megalakulását. A 20. század közepéig több különböző zenekar képviselte a szimfonikus zenekari tevékenységet: a székesegyházi zenekarból alakult Szabad Királyi Pécs Városi Zenekar, majd 1871-ben a Zeneegylet. 1895-ben megalakult a Zenekedvelők Egyesületének Zenekara.
1948-ban feloszlatták az egyesületet.
Három év múlva Antal György kezdeményezésére alakult meg a Pécsi Szimfonikus Zenekar, első hangversenyüket 1951. március 6-án adták.
Az Országos Filharmónia szerepvállalásával 1956. szeptember 1-én kezdte meg működését a félfüggetlenített Pécsi Szimfonikus Zenekar.
A zenekar önálló művészeti intézményként 1984 januárja óta üzemel, első zenei vezetője Breitner Tamás karmester, a Pécsi Nemzeti Színház zeneigazgatója. 1984-től, 20 éven keresztül, 2003. december 31-ig Pécsi Szimfonikus Zenekar néven adtak elő.
1989-től Howard Williams lett a zenekar karmestere (az első brit karmester aki magyarországi kinevezést vállalt), aki jelentős érdemeket szerzett abban, hogy a Pécsi Szimfonikus Zenekar országos ismertségű legyen. Williams 1989 és 1996, valamint 1997 és 2000 között volt a zenekar karmestere, közben az uruguayi Nicolás Pasquet volt a vezető karmester.
2000-ben Hamar Zsolt vette át a zenekar irányítását, akinek a kezdeményezésére 2003-ban átfogó megújulást tűzött ki a zenekar, és ennek szimbólumaként vette fel 2004. január 1-jén a Pannon Filharmonikusok nevet az együttes.
A 2003-ban megújult intézmény célja magas színvonalú, érdekes, innovatív komolyzenei produkciók létrehozása. Az intézményi megújulás művészeti és szervezeti innovációt is jelentett. Az alaposabb szakmai felkészülési rendszer bevezetése, kortárs zenei művekkel bővített programok, a kulturális, társadalmi igényekre válaszoló műsorok, kreatív egyedi projektek magas színvonalú összeállítása mind a szakmai színvonal emelkedését hozták.
A szervezeti innováció Horváth Zsolt trombitaművész, közgazdász, igazgató munkájának eredménye. Átszervezésének köszönhetően az intézményen belül Magyarországon egyedülálló módon két tiszta profillal rendelkező együttes jött létre: egy hangversenyzenekar és egy kamara szimfonikus együttes, amely magasabb szintű felkészülést tesz lehetővé mindkét zenekar számára. A szakmai színvonallal egyenértékű minőségű zenekari marketing eszközeinek alkalmazása, újszerű projektek bevezetése, a zenekar kulturális és társadalmi hálózatában való aktív részvétel hatékony együttműködéseket, sokszínű láthatóságot és a kihívásokra történő gyors reagálás képességét eredményezi. A Pannon Filharmonikusok a Pécs2010 Európa kulturális fővárosa projekt kiemelt alappillére volt.
2009. szeptember 2-án Hamar Zsolt Liszt-díjas karnagy, a Pannon Filharmonikusok zeneigazgatója – akinek komoly szerepe volt a zenekar színvonalának felemelésében – lemondott posztjáról. Horváth Zsolt, a zenekar igazgatójának október 12-i bejelentése szerint októbertől Peskó Zoltán lett a Pannon Filharmonikusok új zeneigazgatója. Az ő posztját 2011 szeptemberétől Bogányi Tibor vette át.

## Hírneve
A 73 fős Pannon Filharmonikusok hangversenyzenekar építkező szakmai munkájának eredményeit mind a nemzetközi, mind a hazai zenekritika elismeri. Rendszeresen vendégszerepelt a Budapesti Tavaszi Fesztiválon, olyan neves magyar és külföldi vendégművészekkel dolgozott együtt, mint Rost Andrea, Kocsis Zoltán és Makszim Vengerov. Megújulását követően számos rangos nemzetközi meghívásnak felelt meg, többek között fellépett a Bécsi Filharmonikusok bérletsorozatában a bécsi Konzerthausban, a 23.  Zágrábi Kortárszenei Biennálén és 2006-ban Bécsben, az 1956-os megemlékezések záróhangversenyét adta a Stephansdomban. 2007 januárjában az Európa kulturális fővárosa Pécs2010 program nagykövete lett.
„Meggyőződtem arról, hogy nemzetközi mércével is elsőrangú zenekar, s annak is örülök, hogy 2010-ben Pécs lesz Európa egyik kulturális fővárosa, és új koncertterem is épül a városban.” (Makszim Vengerov, Magyar Hírlap)
„Az ember pedig megérti miért szeretik olyan sokan mostanában a Pannon Filharmonikusokat.” (Fáy Miklós, Népszabadság)

## Zenei vezetők
- Breitner Tamás (1986–1989)[6]
- Howard Williams (1989–1993, 1997–2000)[7]
- Nicolás Pasquet (1993–1996)[8]
- Hamar Zsolt (2000–2009)[9]
- Peskó Zoltán (2009–2011)[10]
- Bogányi Tibor (2011–)
- Gilbert Varga(wd) (2019. január 1–)[11]

## Díjak, elismerések
- Artisjus nívódíj (1991)
- Pécs város Pro Communitate kitüntetése (1996)
- Baranya Megye Művészeti Díja (1997)
- Bartók Béla–Pásztory Ditta-díj (1998)
- Baranya Megyei Területi Príma-díj (2007)
- Pécs2010 Kulturális Főváros projekt nagykövete (2007–2010)